# Akua Kuenyehia
Akua Kuenyehia, née en 1947, est une juriste ghanéenne, juge à la Cour pénale internationale (CPI) de 2003 à 2015,  vice-présidente de la Cour.

## Biographie
Elle fait ses études à l'Université du Ghana et Somerville College (Oxford). Elle enseigne ensuite à l'Université du Ghana, et à titre de professeur invité dans d'autres institutions, dont l'Université de Leyde et l'Université Temple. La Faculté de Droit à l'Université du Ghana, Legon, a été nommée faculté Atta Mills/Akua Kuenyehia en hommage conjoint au président John Atta Mills et au professeur Kuenyehia,.
Elle représente le Ghana au comité de la Convention sur l'élimination de toutes les formes de discrimination à l'égard des femmes (CEDAW) en 2003. Elle devient également en 2003 juge à la Cour pénale internationale (CPI) de 2003 à 2015, et vice-présidente de la Cour. Elle occupe cette fonction de première vice‑présidente de la Cour du 11 mars 2003 au 11 mars 2009. En mars 2009, elle est amenée à faire partie de la Chambre d'appel du CPI, s'en retirant temporairement à sa demande dans l'affaire Germain Katanga ayant déjà émis le mandat d'arrêt de ce milicien.

## Publications
- Women and Law in West Africa (2003). Accra, Ghana, WaLWA.  (ISBN 9988-7874-1-3)
- En collaboration avec F. Butegwa & S. Nduna (2000). Legal Rights Organizing for Women in Africa: A Trainer's Manual. Harare, Zimbabwe, WiLDAF.  (ISBN 0-7974-2082-7)
- En collaboration avec C. G. Bowman (2003). Women and Law in Sub-Saharan Africa. Accra, Ghana: Sedco.  (ISBN 9964-72-235-4).